# Oberösterreich

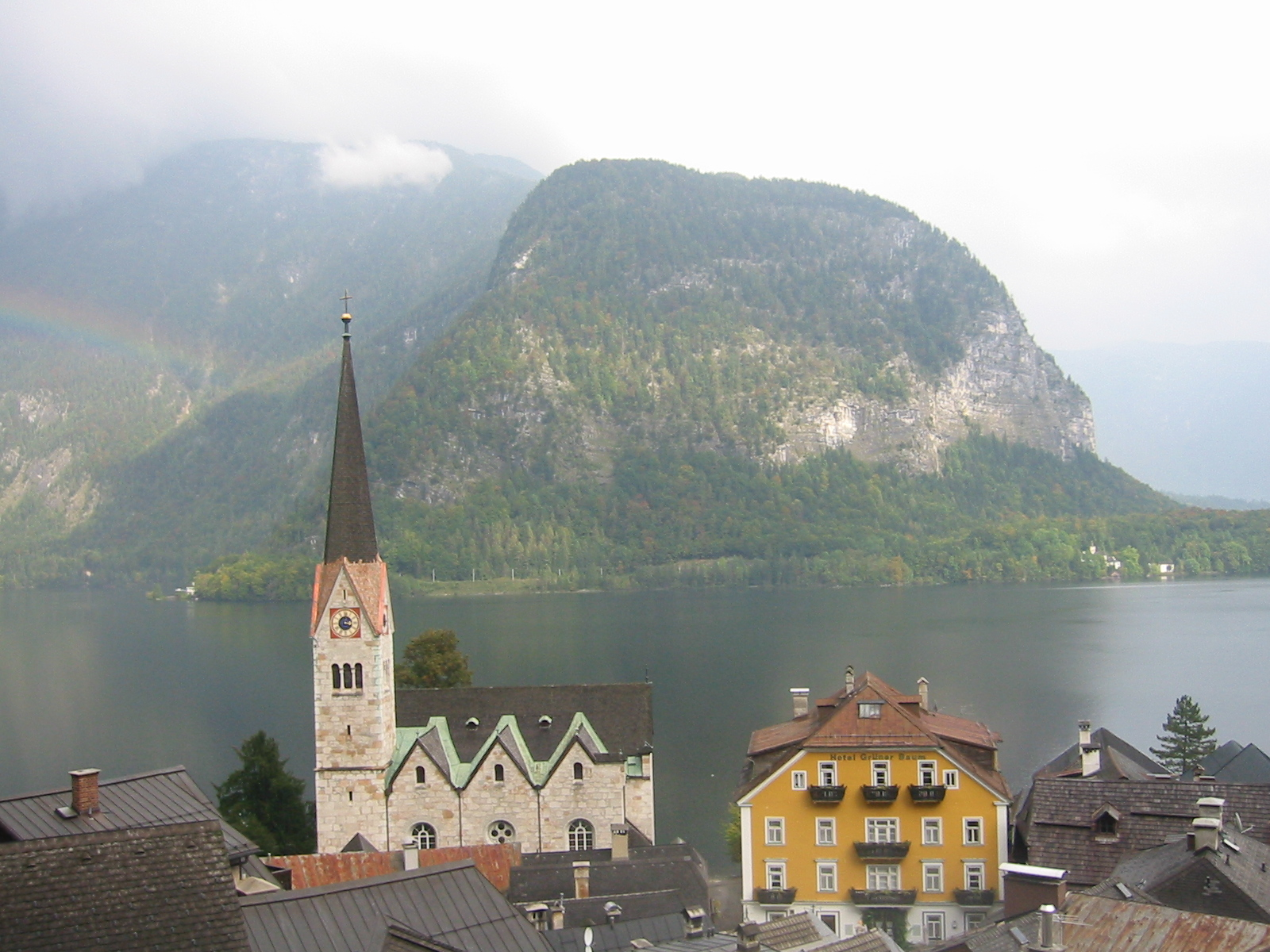
Hallstatt, by i Oberösterreich.

Oberösterreich är ett förbundsland (tyska: Bundesland) i Österrike som gränsar till Tyskland och Tjeckien samt förbundsländerna Niederösterreich, Steiermark och Salzburg. Huvudstad är Linz. Oberösterreich har 1,5 miljoner invånare.
Oberösterreich är indelat i tre städer med egen statut (ingår ej i distrikt) och 15 distrikt:
- Städer med egen statut:  Linz, Wels och Steyr
- Distrikt: Braunau am Inn, Eferding, Freistadt, Gmunden, Grieskirchen, Kirchdorf, Linz-Land, Perg, Ried im Innkreis, Rohrbach, Schärding, Steyr-Land, Urfahr-Umgebung, Vöcklabruck, Wels-Land